# シルヴァーデピュティ
シルヴァーデピュティ (Silver Deputy) とはカナダで生産された競走馬および種牡馬である。シルバーデピュティと表記される場合もある。

## 経歴
競走馬としては2歳時の1987年にカナダで走った。デビュー戦を6馬身差で勝利し、続くスウィンフォードステークス（当時格付けなし）も3馬身差で制したが、その後骨折により競走に出走することなく競走馬を引退した。
1989年よりウインドフィールズファームで種牡馬となったが、目立った競走成績を残していないことから当初はあまり期待されていなかった。しかし1990年に生まれた初年度産駒のデピュティジーンウエストがG1競走を2勝する活躍をみせ、その後はデピュティミニスター系の主力種牡馬として多くの産駒を輩出した。
1993年からはアメリカ合衆国に輸出されてブルックデールファームで繋養されていたが、2008年の種付けシーズン後に受胎率の低下により種牡馬を引退した。2014年10月4日、老衰のため安楽死の処置が取られた。
日本にも競走馬としての産駒が輸入された。1996年にはエイシンマンダンが産駒の中央競馬初勝利を記録しており、2002年にはアタゴタイショウが函館2歳ステークスを制している。また、母の父としてもオウケンブルースリが菊花賞を制している。

## 主な産駒
- 1990年生
  - Deputy Jane West / デピュティジーンウエスト（1993年カナディアンオークスなどG1競走2勝）
- 1993年生
  - Crown Attorney / クラウンアトーニー（1995年カップ&ソーサステークス、種牡馬）
- 1994年生
  - ビコーミニスター（2001年吉野ヶ里記念）
- 1995年生
  - Archers Bay / アーチャーズベイ（1998年 プリンスオブウェールズステークス、クイーンズプレート、種牡馬）
- 1996年生
  - Silverbulletday / シルヴァービュレットデイ（1998年ブリーダーズカップ・ジュヴェナイルフィリーズ、1999年アッシュランドステークス、ケンタッキーオークス、アラバマステークス、ガゼルステークス、※1998年エクリプス賞最優秀2歳牝馬、1999年エクリプス賞最優秀3歳牝馬）
- 1998年生
  - ディバインシルバー（2003年クラスターカップ、2004年黒船賞、北海道スプリントカップ、全日本サラブレッドカップ）
- 2000年生
  - Badge of Silver / バッジオブシルヴァー（重賞競走2勝、種牡馬）
  - Posse / ポッセ（重賞競走3勝、種牡馬）
  - アタゴタイショウ（2002年函館2歳ステークス）
- 2002年生
  - Pool Land / プールランド（2006年ラフィアンハンデキャップ）
- 2003年生
  - Spring At Last / スプリングアットラスト（2008年ドンハンデキャップ）
- 2005年生
  - Pool Play / プールプレイ（2011年スティーブンフォスターハンデキャップ）
  - ピイラニハイウェイ（2012年佐賀記念、浦和記念）

### ブルードメアサイアーとしての主な産駒
- 1997年生
  - El Corredor / エルコレドール（2000年シガーマイルハンデキャップ 父：Mr. Greeley）
- 2002年生
  - Roman Ruler / ローマンルーラー（2005年ハスケルインビテーショナルハンデキャップ 父：Fusaichi Pegasus）
- 2003年生
  - モエレソーブラッズ（2005年兵庫ジュニアグランプリ 父：サンデーサイレンス）
- 2005年生
  - オウケンブルースリ（2008年菊花賞、2009年京都大賞典 父：ジャングルポケット）
- 2007年生
  - Strapping Groom / ストラッピンググルーム（2013年フォアゴーステークス 父：Johannesburg）
- 2008年生
  - Groupie Doll  / グルーピードール（2012年マディソンステークス、ヒューマナディスタフステークス、2012年・2013年ブリーダーズカップ・フィリー＆メアスプリント 父：Bowman's Band）
- 2011年生
  - Wavell Avenue / ウェイヴェルアベニュー（2015年ブリーダーズカップ・フィリー＆メアスプリント 父：Harlington）
- 2012年生
  - アンドリエッテ（2018年マーメイドステークス 父：ディープインパクト）
  - スターローズ（2015年ユングフラウ賞 父：スマートボーイ）
- 2017年生
  - グレースルビー（2024年ブルーリボンマイル、若草賞土古記念 父：ジャスタウェイ）

## 血統表
| シルヴァーデピュティの血統     | シルヴァーデピュティの血統                                         | シルヴァーデピュティの血統                                         | （血統表の出典）                                                   | （血統表の出典） |
| 父系                           | デピュティミニスター系                                             | デピュティミニスター系                                             | デピュティミニスター系                                             | [ § 2 ]          |
| 父 Deputy Minister 1979 黒鹿毛 | 父の父Vice Regent 1967 栗毛                                        | Northern Dancer                                                    | Nearctic                                                           | Nearctic         |
| 父 Deputy Minister 1979 黒鹿毛 | 父の父Vice Regent 1967 栗毛                                        | Northern Dancer                                                    | Natalma                                                            |                  |
| 父 Deputy Minister 1979 黒鹿毛 | 父の父Vice Regent 1967 栗毛                                        | Victoria Regina                                                    | Menetrier                                                          | Menetrier        |
| 父 Deputy Minister 1979 黒鹿毛 | 父の父Vice Regent 1967 栗毛                                        | Victoria Regina                                                    | Victoriana                                                         |                  |
| 父 Deputy Minister 1979 黒鹿毛 | 父の母Mint Copy 1970 黒鹿毛                                        | Bunty's Flight                                                     | Bunty Lawless                                                      | Bunty Lawless    |
| 父 Deputy Minister 1979 黒鹿毛 | 父の母Mint Copy 1970 黒鹿毛                                        | Bunty's Flight                                                     | Broomflight                                                        |                  |
| 父 Deputy Minister 1979 黒鹿毛 | 父の母Mint Copy 1970 黒鹿毛                                        | Shakney                                                            | Jabneh                                                             | Jabneh           |
| 父 Deputy Minister 1979 黒鹿毛 | 父の母Mint Copy 1970 黒鹿毛                                        | Shakney                                                            | Grass Shack                                                        |                  |
| 母 Silver Valley 1979 鹿毛     | 母の父Mr. Prospector 1970 鹿毛                                     | Raise a Native                                                     | Native Dancer                                                      | Native Dancer    |
| 母 Silver Valley 1979 鹿毛     | 母の父Mr. Prospector 1970 鹿毛                                     | Raise a Native                                                     | Raise You                                                          |                  |
| 母 Silver Valley 1979 鹿毛     | 母の父Mr. Prospector 1970 鹿毛                                     | Gold Digger                                                        | Nashua                                                             | Nashua           |
| 母 Silver Valley 1979 鹿毛     | 母の父Mr. Prospector 1970 鹿毛                                     | Gold Digger                                                        | Sequence                                                           |                  |
| 母 Silver Valley 1979 鹿毛     | 母の母Seven Valleys 1972 栗毛                                      | Road at Sea                                                        | Bald Eagle                                                         | Bald Eagle       |
| 母 Silver Valley 1979 鹿毛     | 母の母Seven Valleys 1972 栗毛                                      | Road at Sea                                                        | Hard-a-Lee                                                         |                  |
| 母 Silver Valley 1979 鹿毛     | 母の母Seven Valleys 1972 栗毛                                      | Proud Pied                                                         | Seven Corners                                                      | Seven Corners    |
| 母 Silver Valley 1979 鹿毛     | 母の母Seven Valleys 1972 栗毛                                      | Proud Pied                                                         | Ancient History F-No.2-s                                           |                  |
| 母系(F-No.)                    | 2号族(FN:2-s)                                                      | 2号族(FN:2-s)                                                      | 2号族(FN:2-s)                                                      | [ § 3 ]          |
| 5代内の近親交配                | Native Dancer 5×4=9.38%、Polynesian 5×5=6.25%、Nasrullah 5×5=6.25% | Native Dancer 5×4=9.38%、Polynesian 5×5=6.25%、Nasrullah 5×5=6.25% | Native Dancer 5×4=9.38%、Polynesian 5×5=6.25%、Nasrullah 5×5=6.25% | [ § 4 ]          |
| 出典                           | 1. 2. 3. 4.                                                        | 1. 2. 3. 4.                                                        | 1. 2. 3. 4.                                                        | 1. 2. 3. 4.      |

### 血統背景
- 全妹ライフアウトゼア (Life Out There) の仔にカネヒキリ（2005年、2008年ジャパンカップダートなどGI7勝）、孫にギルティストライク（東京ジャンプステークス）とバクシンテイオー（北九州記念）がいる。

## 参考
- Silver Deputy : Interactive Stallion-directory
- Hall of Fame - Trainer - Macdonald (Mac) Benson, 2002
- Silver Deputy's Fertility Declining